# Formica selysi
Formica selysi är en myrart som beskrevs av Jean Bondroit 1918. Formica selysi ingår i släktet Formica och familjen myror. Inga underarter finns listade i Catalogue of Life.